# トンレン
トンレン (蔵: gtong len)とはチベット語で「与えること」と「受け取ること」を意味する、チベット仏教で用いられる瞑想法である。実践法としては、他者の苦しみを自分が受け取り、自分の幸福と功徳を他者に与えるとイメージする。この方法は、利他心を訓練するためのもっとも優れた手段として、重要視されている。
この瞑想法によって、以下のような効果が得られるとされる。
- 自己への愛着を減らす。
- 輪廻からの脱出を願う気持ち（出離心）を増大させる。
- 施与（与えること）と利他によって、善い業を作り出す。
- 楽を「与えること」によって慈 （maitrī）を、他者の苦を「受け取ること」によって悲（karunā）という慈悲の心と菩提心を育てる。
- 菩薩の修めるべき六波羅蜜のすべてに当てはまる。

ダライ・ラマ14世も、トンレンを毎日行なっているとされ、自身も「この瞑想は、現実に他者を助ける効果があるかないかはともかく、私の心に安らぎを与えてくれる。私はより実践的になることができ、その恩恵は計り知れない」と述べている。